# Pampangan (Sekincau)
Pampangan is een bestuurslaag in het regentschap Lampung Barat van de provincie Lampung, Indonesië. Pampangan telt 3033 inwoners (volkstelling 2010).